# 친일파 708인 명단 - 일본 귀족원 의원 및 제국의회 의원
친일파 708인 명단 - 일본 귀족원 의원 및 제국의회 의원은 2002년 민족정기를 세우는 국회의원모임에서 발표한 친일파 708인 명단 가운데 귀족원 칙선 의원 7명과 일본 제국의회 의원 2명의 명단이다. 유형이 중복되는 경우에는 이름 옆에 해당 유형을 부기했다.

## 〈일본 귀족원 의원〉 목록
- 김명준 (金明濬) - 일진회, 중추원, 친일단체
- 박상준 (朴相駿) - 도 참여관
- 박중양 (朴重陽) - 중추원
- 송종헌 (宋鍾憲)
- 윤치호 (尹致昊) - 중추원, 친일단체, 기타
- 이기용 (李埼鎔) - 조선귀족
- 한상룡 (韓相龍) - 중추원, 친일단체, 기타
- 박영효 (朴泳孝) - 중추원, 친일단체

## 〈제국의회 의원〉 목록
- 박춘금 (朴春琴) : 중의원 - 친일단체, 기타
- 이진호 (李軫鎬) : 귀족원 - 중추원, 도지사, 조선총독부 국장, 기타

## 같이 보기
- 민족문제연구소의 친일인명사전 수록예정자 명단 - 제국의회